# 孫光祖 (萬曆進士)
孫光祖（1551年—1587年），字孝光，號慰沽，直隸順天府玉田縣人，民籍，明朝政治人物。

## 生平
萬曆元年（1573年）癸酉科順天府鄉試第四十九名，萬曆八年（1580年）庚辰科會試第一百九十八名，登三甲第二百一十二名進士。工部觀政，次年授屯留知县，十四年以政绩卓异被纪录，次年升户部主事，不久去世。

## 家族
曾祖孫富；祖父孫文禮，曾任典史；父孫延卿，曾任歲貢生、知县。母朱氏。